# Internierungslager Pukch’ang
Das Internierungslager Pukch'ang (auch  Bukchang) ist ein Arbeitslager in Nordkorea, das überwiegend für politische Gefangene genutzt wird. Es wird zuweilen auch Internierungslager Tŭkchang  (Hangeul: 득장 관리소, auch Deukjang oder Dukjang) genannt. Der offizielle Name ist Kwan-li-so (Straflager) Nr. 18.

## Lage
Das Lager liegt in den Kreisen Pukch’ang und  Tŭkchang, Provinz P’yŏngan-namdo in Nordkorea. Es erstreckt sich im Tal des Flusses Taedong, der die nördliche Begrenzung bildet und umfasst außerdem die Berge südlich des Flusses. Jenseits des Flusses Taedong schließt sich das Internierungslager Kaech’ŏn (Kwan-li-so Nr. 14) an.

## Beschreibung
Das Lager Pukch'ang wurde 1958 errichtet und ist nach Angaben des früheren Parteisekretärs Hwang Jang-yop das älteste nordkoreanische Straflager. Es wird von einem 4 m hohen Zaun umgeben und beinhaltet wie das Internierungslager Yodŏk sowohl eine Strafkolonie für lebenslang Gefangene als auch ein Umerziehungslager. Möglicherweise waren diese Bereiche früher einmal separiert, daher die zwei Bezeichnungen Pukch'ang und Deukjang. In einigen Fällen wurden von politischen Gefangenen im Lager Kaechon die Familienangehörigen in das Lager Pukch'ang deportiert. Sie gelten durch ihre nahe Verwandtschaft als politisch nicht zuverlässig und werden ohne Gerichtsverhandlung gefangen gehalten. Das Lager umfasst eine Fläche von etwa 78 Quadratkilometern. Es besteht aus mehreren Kolonien mit Gefangenenbaracken und Unterkünften für die Wachmannschaften, nach denen die Kolonien mit 4. Division, 5. Division und 6. Division bezeichnet sind. In diesen Kolonien dürfen Familien oft zusammenwohnen. Insgesamt leben im Lager Pukch'ang etwa 50.000 Gefangene. Kim Yong berichtete auch über einzelne ausländische Gefangene, was aber nicht durch andere Quellen bestätigt werden konnte.

## Funktion
Das Lager dient dazu, Menschen aus der Gesellschaft zu isolieren und zu bestrafen. Dies sind nicht nur Dissidenten (vor allem politische Gegner von Kim Jong-il), sondern überwiegend Familien, die allein aufgrund ihrer Abstammung und Einteilung in die „feindliche Klasse“ im Verdacht stehen, das System nicht zu unterstützen. Diese Menschen werden im Lager durch gefährliche und schwere körperliche Arbeit ausgebeutet. Es existieren mindestens fünf Kohlebergwerke, in denen alle irgendwie arbeitsfähigen Gefangenen täglich etwa 12 – 16 Stunden arbeiten müssen. Zusammen mit anderen Arbeiten liegt das Tagespensum bei 16 – 18 Stunden. Außerdem gibt es im Lager eine Ziegelei, ein Zementwerk und andere Fabriken.

## Menschenrechtssituation
Im Vergleich zu der Menschenrechtssituation anderer Internierungslager gelten die Regeln in Pukch’ang als etwas weniger strikt. Aber auch hier werden die Gefangenen bei Fluchtversuch, Diebstahl von Lebensmitteln oder Missachtung von Befehlen erschossen. Zur Abschreckung werden öffentliche Hinrichtungen durchgeführt, bei denen jährlich über 100 Gefangene erst gefoltert und dann erschossen oder erhängt werden.
Die häufigsten Todesursachen sind dauerhafte Unterernährung, Arbeitsunfälle und Krankheiten. Die tägliche Essensration besteht aus etwa 50 g Getreidebrei und gelegentlich etwas Bohnenpaste (Doenjang) oder Salz. Da die Gefangenen ohne jeden Schutz in den Bergwerken arbeiten müssen, leiden sie nach einigen Jahren an Staublunge. Arbeitsunfälle führen zudem häufig zu Verstümmelungen an den Gliedmaßen. Viele Kinder haben Frostbeulen, weil sie keine Schuhe haben und auch im Winter barfuß gehen müssen.
Zur Demütigung werden die Gefangenen gezwungen, sich hinzuknien, sich in den Mund spucken zu lassen und dann zu schlucken. Wer die Befehle nicht sofort befolgt, wird geschlagen. Die Gefangenen werden fast durchgehend von den Aufsehern der Staatspolizei überwacht und werden dazu angehalten, sich gegenseitig zu bespitzeln und zu denunzieren.

## Gefangene (Augenzeugen)
- Kim Yong (1996 – 1998 in Pukch'ang) wurde zunächst im Internierungslager Kaech’ŏn inhaftiert, nachdem seine (zuvor verschleierte) Verwandtschaft zu seinem Vater und Bruder herauskam, die als angebliche US-Spione hingerichtet wurden. Später wurde er dann nach Intervention seines früheren Chefs nach Pukch'ang verlegt.[21]
- Kim Hye-sook (1975 – 2002 in Pukch'ang) wurde im Alter von 13 Jahren inhaftiert, weil ihr Großvater nach Südkorea geflohen war.[22]